# 马塞尔·布里渊
马塞尔·布里渊（Marcel Brillouin，法語發音：[maʁsɛl bʁijwɛ̃]；1854年12月19日—1948年6月16日）是一名法国物理学家及数学家。

## 生平
1854年生于法国德塞夫勒省的圣马丹莱梅勒 。他的父亲是一名画家，在马塞尔年幼时，移居巴黎。马塞尔在孔多塞高級中學学习。
1870年普法战争，布里渊一家回到老家躲避战火。战后，回到巴黎。1874年-1878年在巴黎的高等师范学院（École Normale Supérieure）学习。他在法兰西公学院成为了Éleuthère Mascart（未来的岳父）的物理学助理，同时还在攻读数学和物理方面的博士学位，分别在1880年和1882年获得博士学位。布里渊先后在南锡、第戎、图卢兹的大学担任物理学助理教授（assistant professor of physics），1888年回到巴黎的高等师范学院。此后，从1900-1931年退休，他一直是法兰西公学院的数学物理学教授。
1911年，他是第一批被邀请参加索尔维会议的6名法国物理学家之一。1912年，他获得了La Caze奖。1921年入选法国科学院(Académie des Sciences)。他获得了法国荣誉军团勋章。
1948年6月，布里渊死于巴黎。

## 成就
- 200多篇实验和理论论文，涉及分子运动论、黏度、热力学、电学和熔化条件物理学（physics of melting conditions）。尤其是：
  - 建造了一个新的Eötvös balance模型；
  - 撰写了Helmholtz flow及飞行稳定；
  - 研究了一项潮汐的理论。

## 家庭
- 子：莱昂·布里渊,亦在物理学领域有着杰出的成就。